# Johannes Badrutt

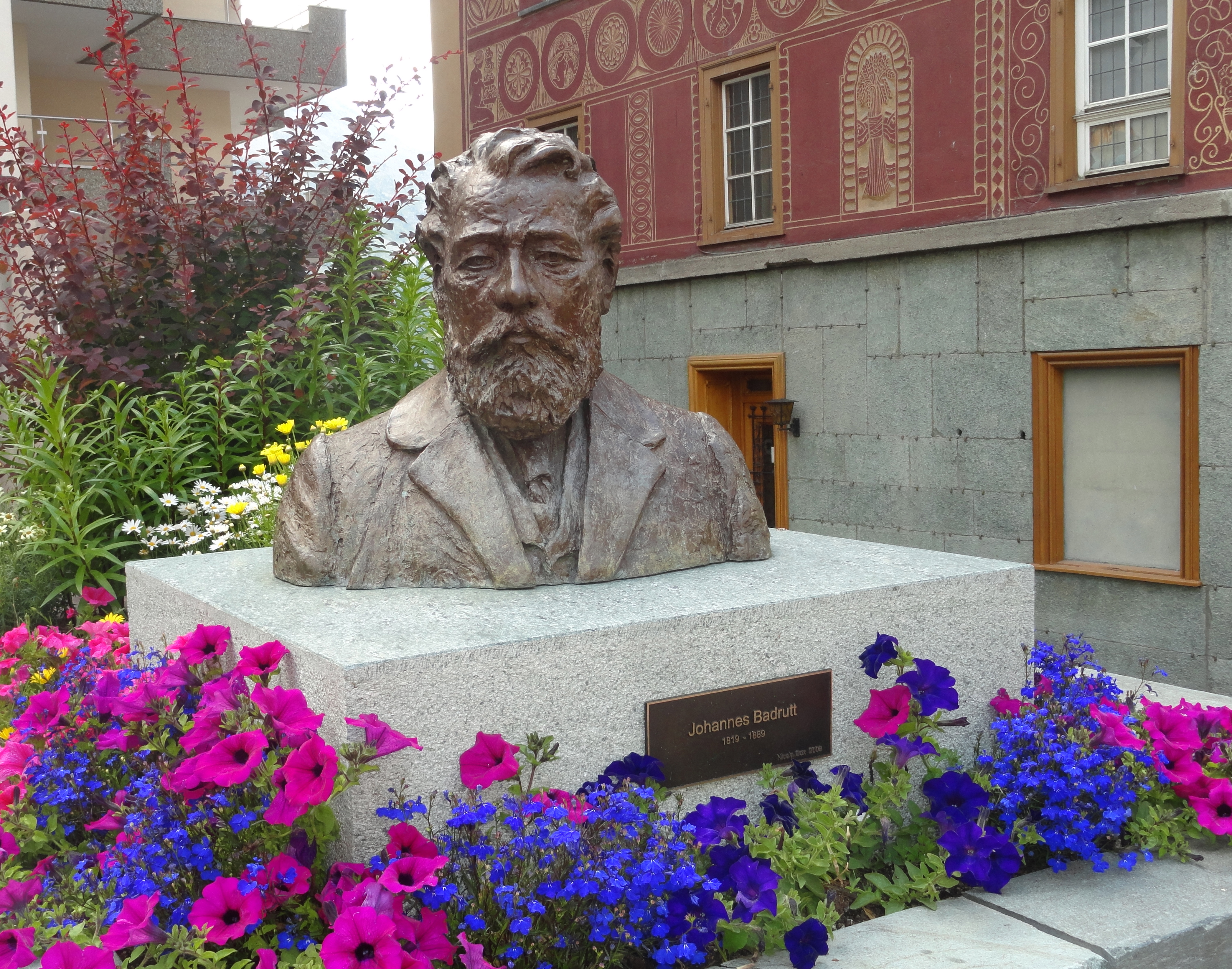
Büste von Johannes Badrutt in St. Moritz

Johannes Badrutt (* 2. April 1819 in Samedan; † 1. November 1889 in St. Moritz) war ein im Oberengadin (Kanton Graubünden) tätiger Schweizer Hotelier.

## Herkunft
Johannes Badrutts Vater war Johannes Badrutt aus Pagig im Schanfigg. Schon früh zog Johannes senior nach Chur, auf der Suche nach Arbeit. Dort heiratete er 1812 Anna Maria Donatsch aus Malans. 1814 erhielt er das Angebot, in Samedan als Drechsler und Maler zu arbeiten. Nachdem er vorerst allein ins Engadin gezogen war, zog Anna Maria mit dem ersten Sohn Christian 1816 nach. Nach der Geburt der Töchter Ursula und Anna Maria kam 1819 Johannes zur Welt. Johannes senior war als Baumeister tätig und betrieb zusätzlich ein Geschäft für Baumaterialien, das «Werk- & Handelshaus für Bauwesen». Er baute das Haus zum Hotel «A la Vue du Bernina» um und betrieb es mit seiner Familie. Das auffallende Rundgiebelhaus steht heute noch.

## Leben

Johannes Badrutt

Samedan, rechts der Mitte das Rundgiebelhaus der Familie Badrutt

Im Unterschied zu seinen Brüdern absolvierte Johannes Badrutt kein Studium und keine formale Ausbildung. Er besuchte verschiedene Schulen, verbrachte den Winter 1833–34 in Chiavenna und arbeitete in jungen Jahren einige Monate in Chur in einem Eisenwarengeschäft. 1836 trat er in die väterliche Firma ein. 1843 heiratete er Maria Berry (1822–1877). Das Paar bekam elf Kinder, von denen acht überlebten. Maria war die Tochter des Churer Stadtrates und Bäckermeisters Johannes Berry und die Schwester von Peter Robert Berry, dem späteren Bäderarzt in St. Moritz.
1858 verkaufte Badrutt das elterliche Hotel dem Landammann Andreas Rudolf von Planta und kaufte für 28'500 Franken die Zwölf-Betten Pension «Faller» in St. Moritz, die er vor zwei Jahren gemietet hatte. Unter dem Namen «Hotel-Pension Engadiner Kulm» (Kulm Hotel St. Moritz) bauten Johannes und Maria die bescheidene Pension zu einem der führenden Luxushotels der Schweiz aus. Durch gezielten Landerwerb schuf Badrutt die Basis für das spätere Hotelimperium seiner Familie.
Ab den 1860er Jahren öffnete Badrutt sein Hotel auch in der Wintersaison. Dazu existiert eine Legende, die sich allerdings nicht belegen lässt: Im Herbst 1864 habe Badrutt mit sechs seiner englischen Sommergäste eine Wette abgeschlossen. Er lud sie ein, im Winter seine Gäste zu sein, und versprach ihnen, sie würden auch im Winter bei Sonnenschein hemdsärmelig auf seiner Terrasse sitzen können. Falls er Unrecht haben sollte,  würde er zusätzlich die Reisekosten von London nach St. Moritz übernehmen. Die Engländer reisten im Frühling braungebrannt nach Hause und erzählten «halb England» von ihren Ferien in St. Moritz; der Wintertourismus war lanciert.
Tatsächlich zeigt die "Fremdenliste" des Hotels Kulm, dass der erste Engländer, der den Winter in St. Moritz verbrachte, ein gewisser Arthur Edward Vansittart Strettell war. Sein Vater war seit 1860 ein regelmässiger Sommergast in St. Moritz. Sohn Arthur Edward litt an Tuberkulose. In der Hoffnung, die Engadiner Bergluft würde ihm helfen, verbrachte er von Juli 1866 bis Juni 1867 ein ganzes Jahr in St. Moritz. Wahrscheinlich waren es die Strettells, die daraufhin in ihrem Freundes- und Bekanntenkreis die Idee des Wintertourismus verbreiteten.
Die zumeist englischen Wintergäste führten in der Schweiz bisher unbekannte Wintersportarten wie Curling, Bob und Skeleton ein. Um seinen Gästen die Ausübung ihres Sports zu ermöglichen, legte Badrutt eine Curlingbahn an; am 22. Dezember 1880 wurde vor seinem Hotel erstmals auf dem Kontinent Curling gespielt. Zwischen St. Moritz und Celerina liess er 1884 eine Skeletonbahn bauen; der Cresta Run. Für die Damen organisierte er Schlittenfahrten auf dem gefrorenen St. Moritzersee.
Badrutt, von technischen Erneuerungen fasziniert, kaufte an der Weltausstellung 1878 in Paris eine Beleuchtungsanlage. In der Nähe seines Hotels liess er ein kleines Kraftwerk bauen und am  18. Juli 1879 brannten im Speisesaal des Kulm-Hotels in St. Moritz die ersten elektrischen Bogenlampen der Schweiz.  Als weitere technische Neuerungen führte er in seinem Hotel Telefon, Wasserklosetts, hydraulische Lifte sowie Warmluftheizung ein.
In den letzten Lebensjahren litt Badrutt unter der Uneinigkeit seiner Söhne. Seine letzten Jahre verbrachte er zurückgezogen, er wurde finster und schweigsam. Als er starb, war er der zweitgrösste Grundbesitzer des Dorfes. Seiner Familie gehörten neben dem Engadiner Kulm fünf Häuser mit Nebengebäuden und vielen Grundstücken. Das Hotel Kulm wurde von seinem Sohn Peter Robert Badrutt weitergeführt, begleitet von Neid und Missgunst seiner Brüder.
Das Hotel Badrutt’s Palace in St. Moritz wurde 1892 von seinem Sohn Caspar Badrutt (1848–1904) gebaut.